# Simion Stanciu
Simion Stanciu, Pseudonym: Syrinx, (* 23. Dezember 1949 in Bukarest; † 6. Juli 2010 in Genf) war ein rumänischer Panflötist und Komponist, der in der Schweiz lebte und arbeitete.
Simion Stanciu wurde als Kind einer Musikerfamilie geboren. Sein Vater war Cellist, seine Brüder sind ebenfalls Instrumentalisten. Er studierte am Konservatorium in Bukarest zunächst Violine, widmete sich aber bereits im Alter von 14 Jahren verstärkt dem Spiel der Panflöte. Aufgrund seiner Ausbildung in klassischer Musik konnte er dem Instrument, das bislang nur in der Folklore verschiedener Länder und in der Unterhaltungsmusik eine Rolle gespielt hatte, ein neues Repertoire erschließen. Er wählte sich seinen Künstlernamen, der in der griechischen Mythologie nicht nur die Nymphe Syrinx bezeichnet, sondern auch die Panflöte selbst. Sein Album Concert de Noël/Weihnachtskonzert erlangte 1991 in der Schweiz Gold-Status.
Stancius Repertoire reichte von Instrumentalkonzerten des Barock und der Klassik (Vivaldi, Bach, Mozart etc.) in Bearbeitungen für Panflöte über Zusammenarbeiten mit Rockmusikgruppen wie The Moody Blues oder Yes bis zu Aufnahmen im Bereich des Jazz und der Unterhaltungsmusik. Er spielte zudem den Soundtrack für den Film Am Anfang war das Feuer ein.
Stanciu gründete die Panflötenschule Akademie Syrinx.